# 조선철도
조선철도주식회사(朝鮮鉄道株式会社)는 일제강점기 조선에서 사설철도사업을 주축으로 여객자동차, 화물자동차, 창고업, 숙박업 등을 경영하던 회사이다.

## 개요
1923년 9월 1일에 조선총독부의 요청으로 당시 조선에 존재했던 사철 회사 중 조선중앙철도(朝鮮中央鐵道), 남조선철도(南朝鮮鐵道)), 서선식산철도(西鮮殖産鐵道), 조선삼림철도(朝鮮森林鐵道), 조선산업철도(朝鮮産業鐵道), 양강척림철도(両江拓林鐵道) 이상 6개사가 자본금 5,450만엔으로 합병해서 발족했다. 사장에는 제지왕(製紙王)이라 불린 오오카와 헤이사부로(大川平三郎, ja)가 취임하는 한편, 조선총독부 철도국으로부터 중역으로 계속 인재가 들어오는 등, 총독부와의 유착이 강한 회사였다. 건설한 노선과 지역적인 확대를 포함, 당시 조선에 있던 최대의 사설철도 회사였다. 조선총독부 철도가 "선철(鮮鐵)"이라 불린데 반해, 조선철도는 조철(朝鐵)이라 불렸다.

## 역사

### 설립배경
한일합병으로 조선을 병합한 일본은 국가예산 만으로 조선에 충분한 철도망을 구축하는 것은 불가능하다고 판단, 민간자본을 유치하기로 하고 조선총독부는 본국의 방침에 따라 1914년부터 민간 철도사업자에게 지급할 예산을 편성하기 시작했다. 하지만 조선 내에는 철도를 경영할만한 자본을 가진 회사는 없고, 일본의 기업들도 경제불황으로 조선에 투자하기를 꺼려했다. 조선총독부는 6푼이던 보조율을 1918년부터 7푼으로, 1919년 9월부터 8푼으로 인상했고, 때를 맞춰 제1차 세계대전에서 승전국이된 일본의 경제상황이 호전되자 1919년에만 조선에 사설철도회사가 7개나 설립되는 등 일본의 기업들이 조선의 철도에 막대한 투자를 하기 시작한다. 그러나 이들이 면허받은 철도를 착공하기 전에 다시 경제상황이 악화된데다 작은회사들의 난립으로 경영이 악화되었다. 이에 조선총독부는 철도회사들의 합병을 추진, 6개 회사가 합병하여 조선철도주식회사가 설립되었다.
| 피합병회사   | 노선명칭       | 구간 ()는 미개통구간                                                                              | 개통연장            | 미개통연장           | 총연장               |
| ------------ | -------------- | ------------------------------------------------------------------------------------------------- | ------------------- | -------------------- | -------------------- |
| 조선중앙철도 | 경동선(慶東線) | 대구 ~ 학산 서악 ~ 울산(~ 동래) (울산 ~ 장생포)                                                   | 92.0mile(≒148.06km) | 39.7mile(≒63.89km)   | 131.7mile(≒211.95km) |
| 조선중앙철도 | 충북선(忠北線) | 조치원 ~ 청안(~ 충주)                                                                             | 29.0mile(≒46.67km)  | 28.6mile(≒46.03km)   | 57.6mile(≒92.70km)   |
| 남조선철도   | 전남선(全南線) | 송정리 ~ 담양(~ 전주)                                                                             | 23.7mile(≒38.14km)  | 66.9mile(≒107.67km)  | 89.6mile(≒144.20km)  |
| 남조선철도   | 경남선(慶南線) | (마산 ~ 원촌)                                                                                     | -                   | 114.0mile(≒183.47km) | 114.0mile(≒183.47km) |
| 서선식산철도 | 황해선(黃海線) | 사리원 ~ 신천(~ 저도) 상해 ~ 은산 화산 ~ 미력(~ 해주) (신원 ~ 하성) (신천 ~ 용당포) (이목 ~ 장연) | 36.2mile(≒58.26km)  | 126.3mile(≒203.26km) | 162.5mile(≒261.52km) |
| 조선산업철도 | 경북선(慶北線) | (김천 ~ 경북안동)                                                                                 | -                   | 72.3mile(≒116.36km)  | 72.3mile(≒116.36km)  |
| 조선산업철도 | 평북선(平北線) | (맹중리 ~ 희천)                                                                                   | -                   | 77.0mile(≒123.92km)  | 77.0mile(≒123.92km)  |
| 조선삼림철도 | 함남선(咸南線) | 함흥 ~ 오로(~ 후주고읍) (장진 ~ 만포) 오로 ~ 풍상(~한대리) 풍상 ~ 장풍                            | 17.7mile(≒28.49km)  | 256.1mile(≒412.15km) | 273.8mile(≒440.64km) |
| 양강척림철도 | 함북선(咸北線) | (길주 ~ 혜산진) (합수 ~ 고무산)                                                                   | -                   | 205.0mile(≒329.92km) | 205.0mile(≒329.92km) |

### 태평양 전쟁과 국유화
중일전쟁과 태평양 전쟁등으로 전시체제가 되자, 조선총독부는 주요 간선철도를 국유화하기 시작했다. 이에 따라 조선철도에서는 1939년 4월 1일에 황해선이, 1940년 3월 1일에는 경북선이 국유화되었다. 육상교통사업조정법(陸上交通事業調整法, 쇼와 13년 법률 제71호)에 의해 일본에서는 교통사업자들이 국가에 의해 통폐합되는 가운데, 조선에서도 그 영향을 받아 1942년 10월에 조선경동철도(朝鮮京東鐵道)가 조선철도에 합병되었다. 조선철도에서는 조선경동철도가 경영하던 수원 ~ 여주 및 수원 ~ 인천항간 철도노선을 경동선(京東線)으로 명명하였다.
전쟁이 끝나고 조선총독부가 항복한 1945년 9월 9일 당시 조선철도가 보유하고 있던 철도노선은 충북선과 경동선만 남아있었다. 1945년 12월 6일, 미군정은 군정법령 제33호를 공포, 조선 내에 소재한 일본인의 재산을 몰수하였다. 이에 따라 미군청청이 조선철도의 대주주가 되었다. 조선철도는 미군정의 감독하에 경영을 계속하다가 1946년 5월 17일 군정법령 제75호에 의해 국유화되었다. 조선철도가 경영하던 사업 중 여객자동차(노선버스), 화물자동차를 비롯한 부대사업은 모두 민간에 불하되었으나, 철도노선은 미군정청(의 조선인 기관인 남조선과도정부)가 계속 경영하였고, 1948년 9월 13일 대한민국 정부가 이를 인수하였다.

## 철도노선

### 표준궤
- 충북선 : 경부본선 조치원역에서 청주와 음성을 거쳐 충주에 이르는 노선으로 조선중앙철도로부터 승계된 노선이다. 승계당시 조치원역 ~ 청안역(지금의 증평역)간이 개통된 상태였으며, 1928년 12월 25일에 전구간 개통하였다. 1937년 7월 19일에 충주에서 영월까지 연장 허가를 받았으나 개통하지 못했다. 조선철도 설립 당시부터 국유화될때까지 경영하던 유일한 노선이다.
- 전남선 : 남조선철도로부터 승계된 노선으로, 본래 마산선 마산역에서 진주, 하동, 구례, 곡성, 광주를 거쳐 호남선 송정리역에 이르는 본선과 도중의 원촌[5]에서 분기하여 남원, 임실을 거쳐 전북철도선[6] 전주역에 이르는 지선으로 되어있던 것을 조선철도에서 송정리 ~ 원촌 ~ 전주간을 전남선으로, 마산 ~ 원촌간을 경남선으로 분리하였다. 당시 송정리 - 담양구간이 개통된 상태였으며, 더 이상 연장되지 못하고 조선총독부의 경전선 부설계획에 의해 1928년 1월 1일에 국유화되어 광주선이 되었다.
- 경남선 : 전남선과 마찬가지로 남조선철도로부터 승계된 노선이다. 승계당시 전구간 미개통이었으며, 조선철도에 의해 진주까지 개통하였으나 조선총독부의 경전선 부설계획에 의해 1931년 4월 1일에 국유화되어 경전남부선이 되었다.
- 경북선 : 경부본선 김천역에서 경북북부를 횡단하여 - 안동에 이르는 노선으로 조선산업철도로부터 승계된 노선이다. 당시 전구간 미개통이었으며, 1931년 10월 16일에 전구간 개통하였다. 1940년 3월 1일에 국가총동원법에 의해 국유화되었다.

### 협궤
- 경동선(慶東線) : 경부본선 대구역에서 포항에 이르는 본선과, 도중의 서악역에서 분기하여 경주, 울산을 거쳐 동래에 이르는 구간과 울산에서 분기하여 장생포에 이르는 지선으로 구성된 노선으로 충북선과 함께 조선중앙철도로부터 승계된 노선이다. 승계당시 본선 전구간 및 서악 ~ 울산간이 개통된 상태였으나, 더 이상 연장되지 못하고 조선총독부의 동해선 부설계획에 의해 1928년 7월 1일에 국유화되어 동해중부선이 되었다.
- 황해선 : 경의본선 사리원역에서 진남포 대안(對岸)의 저도에 이르는 구간, 도중의 상해에서 분기하여 은산면에 이르는 구간, 은산면선 화산역에서 해주에 이르는 구간, 동선 신원역에서 분기하여 하성면에 이르는 구간, 저도선 신천에서 분기하여 해주를 거쳐 해주항에 이르는 구간, 신천 남방의 이목에서 분기하여 장연에 이르는 구간으로 구성된 노선으로 서선식산철도로부터 승계된 노선이다. 뒤에 경의본선 토성역에서 해주에 이르는 구간과 취성에서 옹진에 이르는 구간의 부설허가를 추가로 받았다. 1939년 4월 1일에 국가총동원법에 의해 국유화되었다.
- 함북선 : (고무산 - 무산, 현재의 함북선과는 별개이며 현재의 무산선)
- 경동선 : 경부본선 수원역에서 이천을 거쳐 여주에 이르는 구간과, 같은역에서 인천항에 이르는 구간으로 구성된 노선으로 조선경동철도로부터 승계된 노선이다. 미군정에 의해 국유화되면서 수원 ~ 여주간은 수려선, 수원 ~ 인천항간은 수인선이 되었다.

## 참고 문헌
- 鈴木淸, 竹內虎治 (1925년). 《朝鮮の私設鐵道》 [조선의 사설철도] (일본어). 남만주철도주식회사.
- 조선총독부 철도국 (1911년 ~). 《朝鮮鐵道狀況》 [조선철도현황] (일본어). 조선총독부 철도국.

## 같이 보기
- 조선총독부 철도국
- 대한민국의 철도
- 조선민주주의인민공화국의 철도